# Дзелотти, Джованни Баттиста
Джованни Баттиста Дзелотти, Джованни Баттиста Зелотти, также известен как Баттиста да Верона, Баттиста Венециано, Баттиста Фаринато (итал. Giovanni Battista Zelotti; 1526, Верона — 28 августа 1578, Мантуя) — художник эпохи итальянского Возрождения венецианской школы, мастер декоративных росписей в архитектуре в технике фрески.

## Биография
Отсутствие точных сведений о его рождении послужило поводом к путанице имён: в некоторых источниках художника необоснованно отождествляли с его дядей Паоло Фаринати, также живописцем. По словам биографов, начальное обучение проходило в мастерской Антонио Бадиле, где он познакомился со своим коллегой и современником Паоло Кальари, известным впоследствии как Паоло Веронезе, партнёром и соавтором которого он вскоре стал. Затем Дзелотти обучался живописи у веронского маньериста Доменико Риччо, более известного как Доменико Брузасорци.
В 1551 году двум художникам, Дзелотти и Веронезе, было поручено создание фресок на вилле Соранцо в Тревиль-ди-Кастельфранко-Венето (Тревизо) архитектора Микеле Санмикели (фрески, изображающие аллегории, мифологические эпизоды и пейзажи, из-за сноса виллы в 1818 году были утрачены). С 1551 года Дзелотти вместе с Веронезе работали в Виченце, затем, в 1553 году в Зале Аудиенций, или Совета Десяти, во Дворце Дожей в Венеции по иконографической программе, составленной Даниэле Барбаро. В 1556—1557 годах вместе с другими знаменитыми венецианскими художниками Дзелотти писал тондо на плафоне читального зала библиотеки Марчиана.
Творчество Дзелотти оказалось в духе времени и было необычайно востребовано. В 1557 году он писал фрески на вилле Годи в Луго-ди-Виченца, затем на вилле Эмо в Фанцоло (1557-1566), в Палаццо Кьерикати (1558) и на Вилле Фоскари (Мальконтента). В 1570 году он работал замке Катайо в Батталья-Терме (Castello del Catajo a Battaglia Terme Падуя). Наконец, в 1575 году Джамбаттиста Дзелотти в качестве префекта Герцогского дворца (Palazzo Ducale) в Мантуе переехал ко двору Гонзага, где и умер в 1578 году.

## Творческий метод и стиль
Изобразительное искусство Дзелотти тесно связано с архитектурной концепцией Андреа Палладио. Его фрески являются типичными примерами квадратуры — иллюзорной росписи с изображениями стен, разделённых архитектурными элементами, содержащими пейзажи, мифологические, исторические сцены и аллегорические фигуры (итал. quadri riportati — картины в обрамлении), иногда с приёмами «обмана зрения», или «тромплёй» (фр. trompe-l'œil). В отличие от маньеризма (пармского и римского образцов), идеи которого разделял его учитель Доменико Брузасорци, Дзелотти был сторонником взвешенной ренессансной манеры в её декоративном варианте. В этом он был ближе к своему современнику Паоло Веронезе.

## Галерея

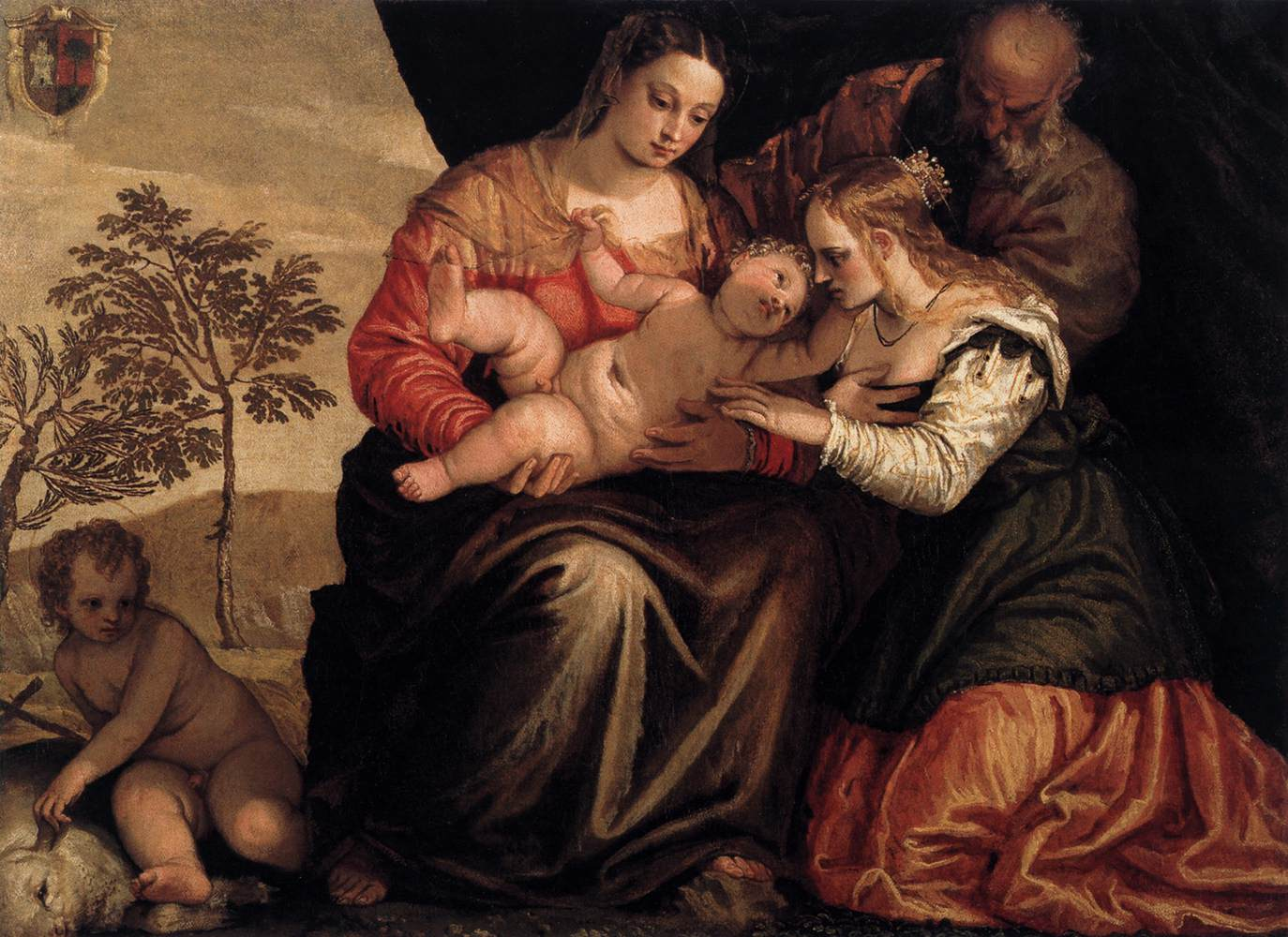
Мистическое обручение Святой Екатерины Александрийской. 1547. Холст, масло. Национальный музей западного искусства, Токио
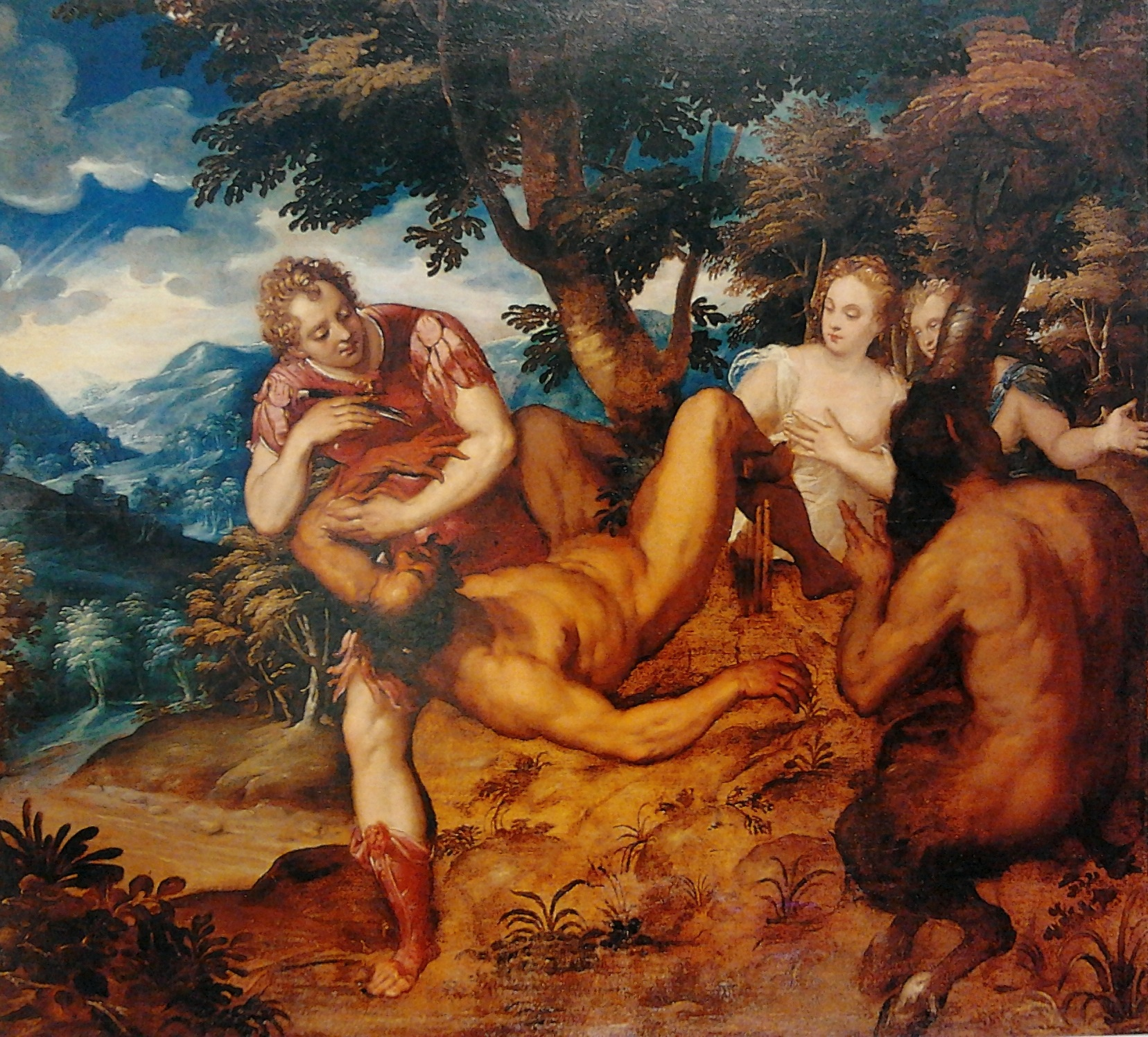
Аполлон, сдирающий кожу с Марсия. 1580-е гг. Холст, мссло. Национальный музей, Варшава
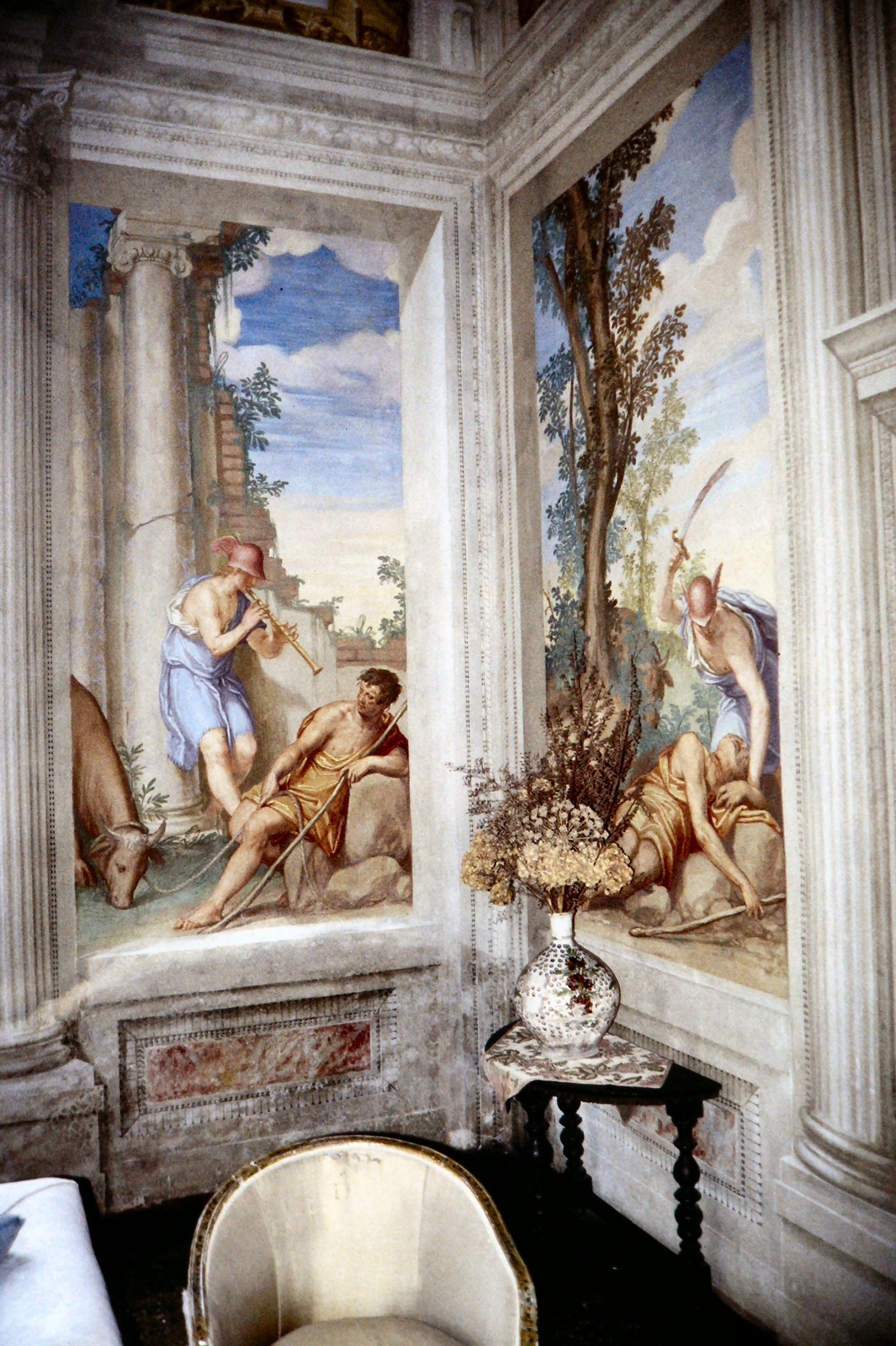
Интерьер Виллы Эмо в Фанцоло. 1557—1558
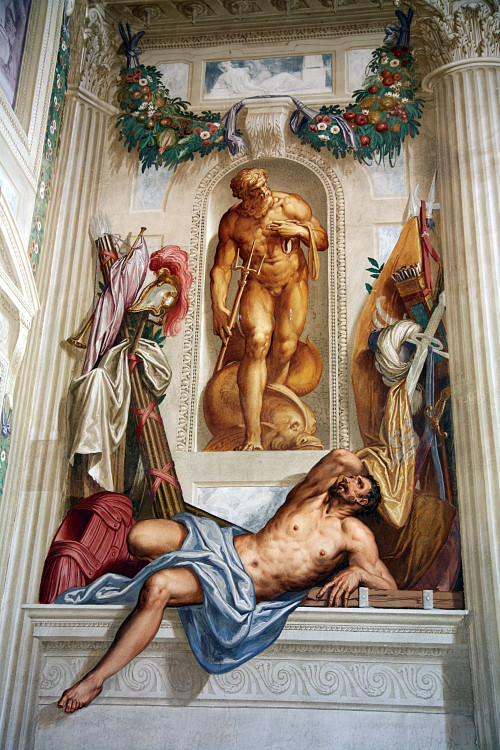
Вилла Эмо. Фреска западной стены Главного зала. 1557
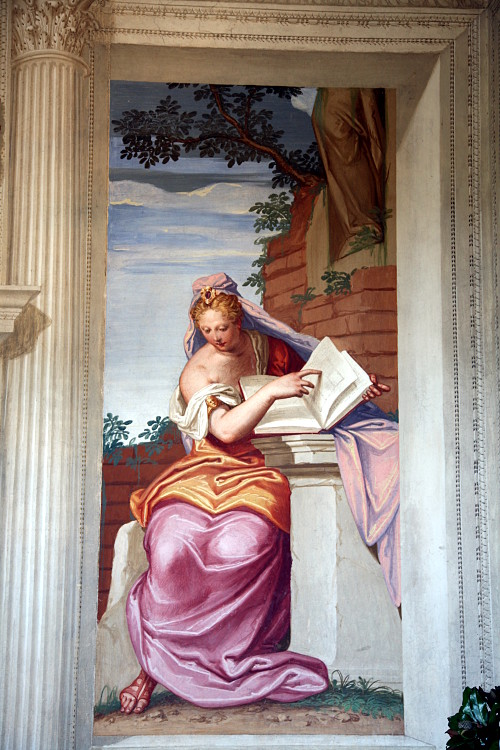
Аллегория архитектуры. 1558. Фреска. Вилла Эмо
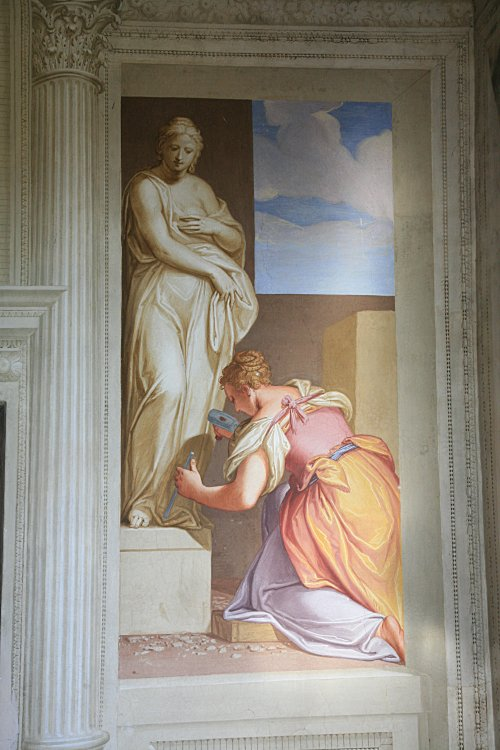
Аллегория скульптуры. 1558. Фреска. Вилла Эмо
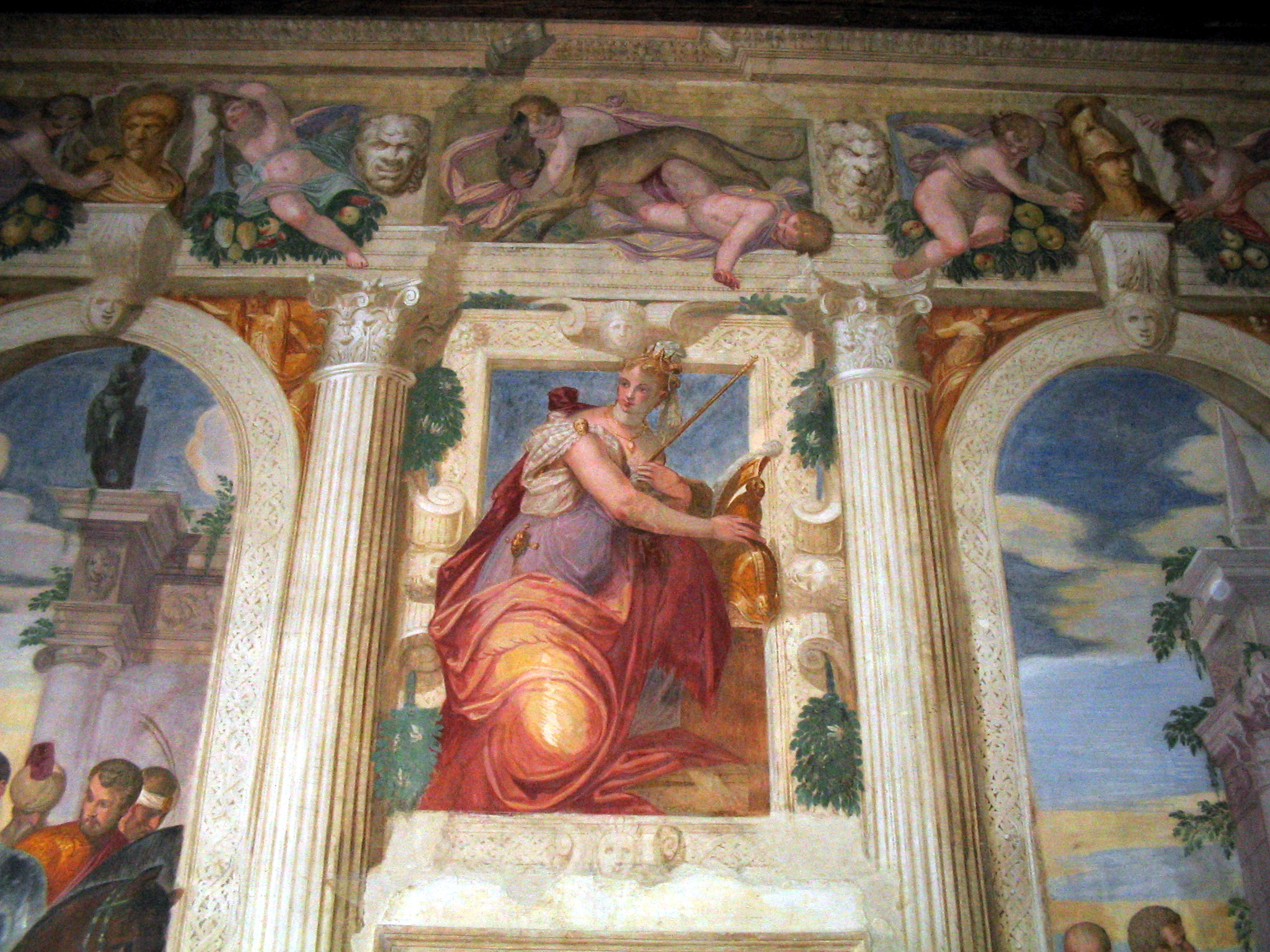
Эпизоды из жизни Сципиона и Истории Софонисбы. Фрески Виллы Кальдоньо
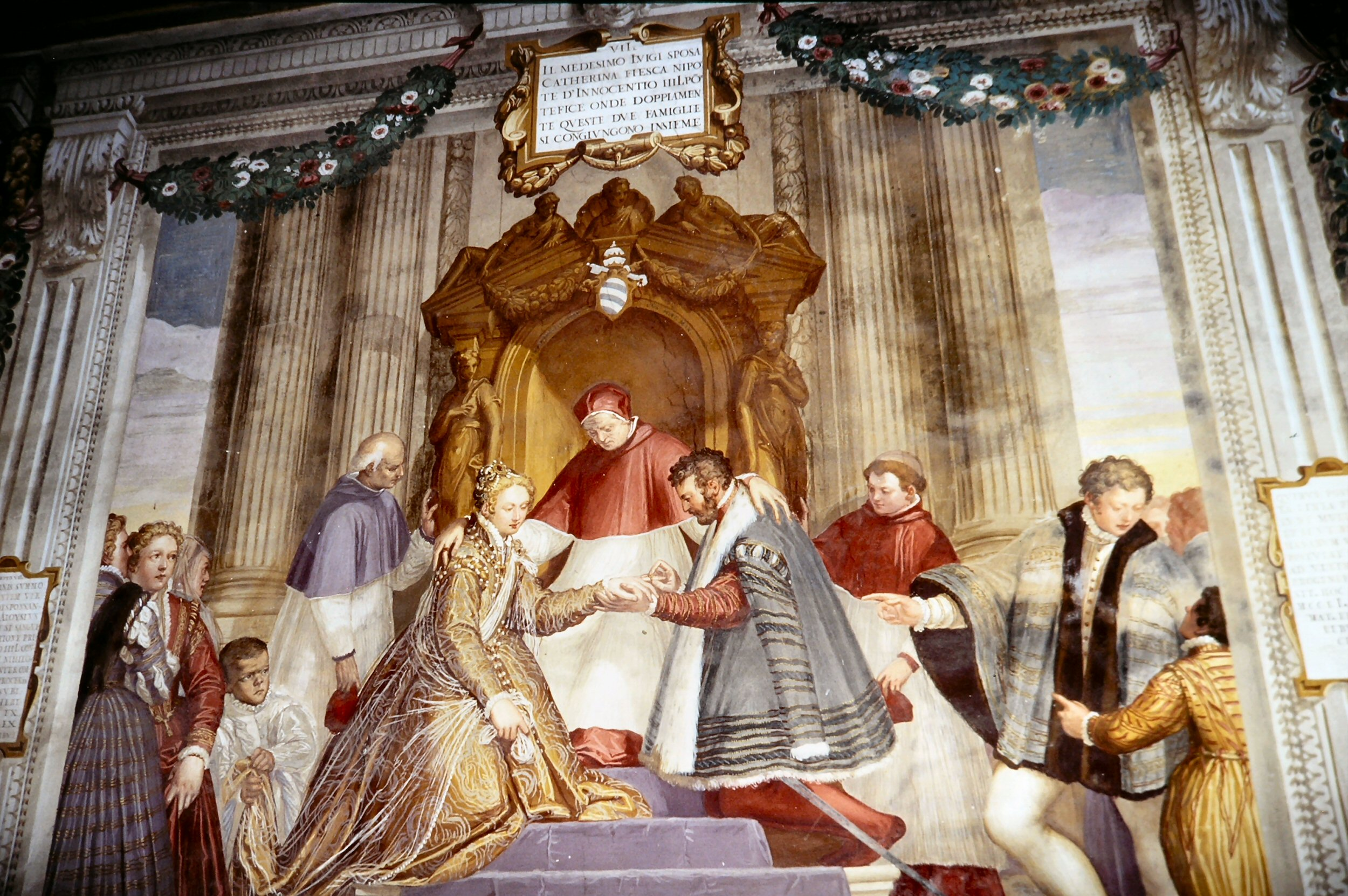
Свадьба в доме Обицци. Фреска в Кастелло-дель-Катайо, Батталья-Терме